# Tetrapollinia caerulescens
Tetrapollinia caerulescens là một loài thực vật có hoa trong họ Long đởm. Loài này được (Aubl.) Maguire & B.M.Boom miêu tả khoa học đầu tiên năm 1989.